# Baklanóvskaia
Baklanóvskaia (en rus: Баклановская) és un poble (una stanitsa) de l'óblast de Rostov, a Rússia, que en el cens del 2010 tenia 162 habitants, pertany al districte de Dubóvskoie.